# Elbuferwanderweg

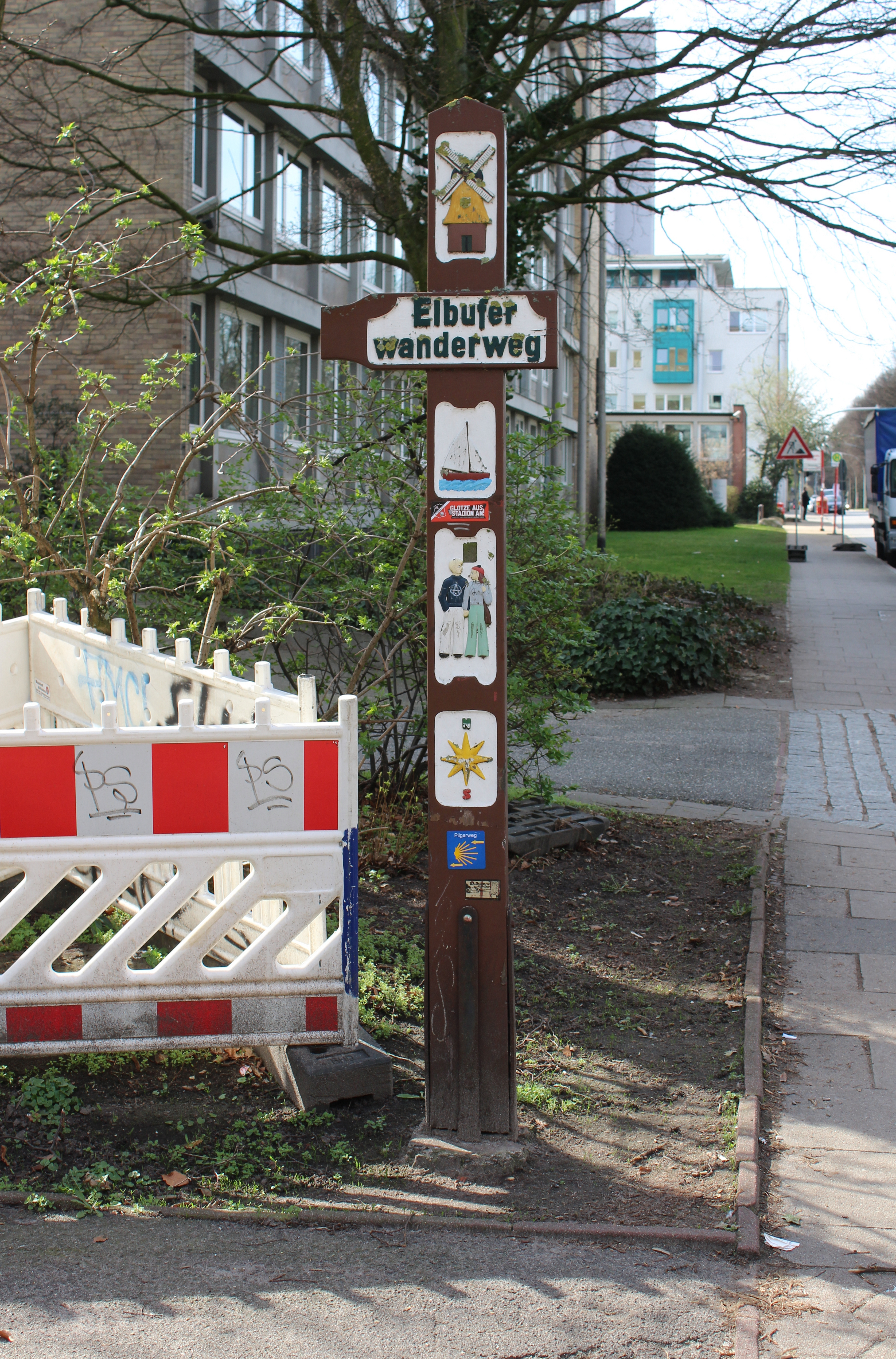
Schild an der Palmaille.

Der Elbuferwanderweg erstreckt sich rechtselbisch über eine Strecke von etwa 23 Kilometern von der Einmündung der Alster in die Elbe bis zum Schulauer Hafen im holsteinischen Wedel.
In Fortsetzung des Alsterwanderweges besteht der Weg aus den Hamburger Teilstücken Övelgönne, Hans-Leip-Ufer, Elbuferweg, Strandweg, Falkensteiner Ufer, Rissener Ufer, Otto-Schokoll-Höhenweg und führt in Wedel weiter über den Graf-Luckner-Weg sowie den Elbwanderweg.
Zunächst führt er auf den Hochwasserschutzanlagen bis zu den St. Pauli-Landungsbrücken, danach überquert er den Fischmarkt und führt unter anderem zwischen Betrieben der Fischwirtschaft bis nach Övelgönne, wo die Himmelsleiter, eine steile Freitreppe, ihn mit der Elbchaussee verbindet. Dort, nahe dem Museumshafen Oevelgönne, liegt auch der Alte Schwede, ein großer Findling, der 1999 aus der Elbe gehoben wurde und seither am Strand liegt. Auf diesem Abschnitt bietet sich auf dem gegenüberliegenden Ufer der Blick auf die beiden Stage Musical-Theater (Theater an der Elbe und Theater im Hafen), die Werftanlagen von Blohm + Voss (Trockendock Elbe 17, Schwimmdocks und Hellinge), die eiförmigen Faultürme des Klärwerkes Köhlbrand, die Köhlbrandbrücke und den Waltershofer Containerhafen mit seinen mächtigen Verladebrücken.
Bis Rissen führt danach der Weg unterhalb des Geesthanges entlang. Dabei passiert man kurz vor Teufelsbrück den Zuweg zum nahen Jenisch-Haus, gegenüber erstreckt sich auf Finkenwerder das Gelände der Airbus-Flugzeugwerft, dann folgt unterhalb von Hirschpark und Baurs Park und gekrönt vom Süllberg das vielgestaltige Häuserensemble von Blankenese mit seinen Treppen und Serpentinen. Die Elbe erweitert sich hier zum Mühlenberger Loch, in das bis kurz nach der Sturmflut 1962 die Süderelbe einmündete. Unterhalb Falkenstein und am Wittenbergener Leuchtturm vorbei erreicht man Wedel, von dessen Schiffsbegrüßungsanlage Willkomm-Höft die Nationalhymnen der ein- und auslaufenden Schiffe abgespielt werden.